# Granada en los Juegos Olímpicos de Pekín 2008
Granada estuvo representada en los Juegos Olímpicos de Pekín 2008 por nueve deportistas, cuatro hombres y cinco mujeres, que compitieron en dos deportes.
El portador de la bandera en la ceremonia de apertura fue el atleta Alleyne Francique. El equipo olímpico granadino no obtuvo ninguna medalla en estos Juegos.